# Kontrollfeltétel-terves kétutas faktoriális ANOVA
A kontrollfeltétel-terves kétutas faktoriális ANOVA egy statisztikai eljárás, melynek segítségével két független változó hatásának erősségét (főhatását) és egymásra hatásuk (interakciójuk) mértékét kalkuláljuk, milyenségét vizsgáljuk egy függő változó módosulásaira nézve. A módszert akkor használjuk, ha a kísérletünkben két független változót (ún. faktort) tesztelünk, a független változókban két vagy több kondíció (szint) van jelen és azonos (vagy  igazított) vizsgálati személyeket használunk minden kondíció esetében.

## Példakísérlet
A módszer alkalmazásának jó példáját nyújtja Gilbert, Hagen & D'Agostino (1986) vizsgálata. A kutatók arra voltak kíváncsiak a cigarettának van e hatása és ha igen milyen hatása van a szexuális izgalomra. Kísérletükben hat vizsgálati személy adatait vették fel, összesen két kondícióban. Az első kondícióban arra kérték a vizsgálati személyeket hogy fogyasszanak el egy cigarettát az általuk fogyasztott márkából, majd ez után egy erotikus tartalmú filmet nézettek meg velük. A második kondícióban szintén erotikus tartalmú filmnézés előtt arra kérték őket, hogy csak csináljanak úgy mintha cigarettáznának.
Mindkét kondícióban háromszor regisztrálták a kutatók a pénisz körméretét, a szívfrekvenciát és az ujjról levehető pulzust, nevezetesen a tízperces erotikus tartalmú film első, ötödik és tizedik percében. A centiméterben megadott körméretre vonatkozó adatokat a következő táblázat mutatja.
| Vizsgálati személyek | Valós dohányzás | Valós dohányzás | Valós dohányzás | Mímelt dohányzás | Mímelt dohányzás | Mímelt dohányzás |
| Vizsgálati személyek | 1. perc         | 5. perc         | 10. perc        | 1. perc          | 5. perc          | 10. perc         |
| Vizsgálati személyek | smoke1          | smoke2          | smoke3          | sham1            | sham2            | sham3            |
| -------------------- | --------------- | --------------- | --------------- | ---------------- | ---------------- | ---------------- |
| 1                    | 15              | 15              | 17              | 11               | 17               | 18               |
| 2                    | 13              | 16              | 15              | 14               | 18               | 17               |
| 3                    | 13              | 12              | 14              | 14               | 15               | 19               |
| 4                    | 15              | 15              | 13              | 13               | 14               | 19               |
| 5                    | 12              | 16              | 14              | 12               | 16               | 17               |
| 6                    | 14              | 17              | 13              | 10               | 17               | 18               |

A vizsgálat egyik független változója (faktora) tehát hogy valóban dohányoztak -e a vizsgálati személyek vagy csak úgy tesznek mintha dohányoztak volna. A második független változó (faktor) a tíz perces film alatti három adatregisztráció. A függő változó pedig a pénisz mérete. Minden kondícióban ugyanazokat a vizsgálati személyeket használták, vagyis a kísérlet 2x3-as kontrollfeltétel-terves elrendezésű kutatás volt.

## A statisztikai vizsgálat elvégzése SPSS 16 segítségével
Az első lépés hogy az adatokat hat változóban fel kell vinni az SPSS 16 adathalmazába. A smoke1 változó jelentse azt hogy a valós dohányzás utáni első percben mekkora volt a pénisz körmérete, a smoke2 hogy mekkora volt az ötödik percben, a smoke3 pedig hogy mit mértek a film tizedik percében. A sham1 sham2 sham3 változók ugyanezzel az idői felosztással a dohányzás mímelésének kondíciójában mutatja az adatokat.
A második lépés a statisztikai eljárás elindítása. Az SPSS menüsoron ki kell választani a következőket: Analyze → General Linear Model → Repeated Measures. Ha jól kattintottunk, akkor a Repeated Measures Define Factors(s) dialogboxnak kell fogadnia, ahol definiálnunk kell a független változókat (faktorokat) és szintjeik (kondícióik) számát.
A jelenlegi példában a dohányzásnak két szintjét adjuk meg a programnak (mivel volt hogy valóban dohányoztak a vizsgálati személyek és volt hogy csak mímelték), illetve az időnek három szintjét, mivel három alkalommal (az első, az ötödik és a tizedik percben) történt az adatrögzítés.
Fontos tudni, hogy a faktorok neve nem lehet azonos azokkal a változókkal amit az SPSS adatbeviteli mezőiben adtunk meg.
Ha készen vagyunk a faktorok hozzáadásával, akkor a Define gombra kattintva megjelenik a Repeated Measures dialogbox. Ezen a helyen definiálnunk kell az SPSS 16 adatbeviteli mezőiben megadott változóneveket (melyből összesen hat darab van jelenleg). Erre azért van szükség, mert az SPSS-nek tudnia kell, hogy az egyes változók mely kondíciók adatait tárolják. A jelen példában a smoke1-es változó a dohányzási faktor valóban dohányzó kondíciójának, első percben felvett adatait tárolja, vagyis 1,1-es értéket kell beállítani definiáláskor. A sham2-es a csak mímelten dohányzó kondíció, ötödik percében felvett adatokat tárolja, és ide a 2,2-es értékeket kell beállítani. Harmadik példaként a sham3-as változó a nem dohányzó, tizedik perces kondíciókat mutatja meg, vagyis a 2,3-as értéket kapja.
A változóneveket a Within-Subjects Variables mezőbe egyesével kell áthelyezni. Fontos tudni, hogy a változónevek átrakodási sorrendje mélyrehatóan befolyásolja a vizsgálati eredmény kimenetelét. Mivel az előző ablakban a smoking volt az első, a time pedig a második faktor amit megadtunk a programnak, ezért az átviteli sorrendnek a következőnek kell lennie: smoke1, smoke2, smoke3, sham1, sham2, sham3. Jelen esetben a változók alapsorrendje és az átvitel kellő sorrendje pontosan ugyanaz. A jelenleginél sokkal nagyobb és rendezetlenebb adatbázisok esetében azonban kellő körültekintést igényel az adatok megfelelő sorrendű hozzáadása.
Ha a változók definiálásával megvagyunk, akkor következő lépésben be kell állítani azokat a műveleteket, amiket szeretnénk hogy az SPSS elvégezzen az adatainkon. Ehhez kattintsunk az Options gombra. Ekkor a Repeated Measures:Options dialogbox jelenik meg előttünk, ahol válasszuk ki Descriptive Statistics-et hogy megkapjuk az adataink leíró statisztikáját, az Estimates of Effect Size gombot hogy a program kiszámolja a hatásnagyságot.
Ezt követően a Continue gombra kattintva visszatérünk a főmenübe, ahol célszerű a grafikont előre megkérnünk. A Plots gombra kattintva megjelenik a Profile Plots párbeszédablak, ahol a Horizontal Axis menübe kell áthelyeznünk az egyik független változónkat (legyen ez most a time), a Separate Lines menübe a másik független változónkat (legyen ez most a smoking). Hagyomány szerint mindig a nagyobb kondíciószámú faktort helyezzük a vízszintes tengelyre, ezt tartsuk észben más számítások esetében is. Ezt követően az Addra kattinthatunk majd a Continue gombbal elhagyhatjuk a szövegdobozt és nem marad más mint az OK-al elküldve lefuttatni a tesztet.

## Az SPSS 16-tal elvégzett kontrollfeltétel-terves kétutas faktoriális ANOVA eredményeinek értelmezése
Az SPSS output viewer hét táblázatot fog mutatni, de az értelmezéshez elegendő összesen négyet figyelembe venni: (1) Within-subject factors, (2) Descriptive Statistics, (3) Mauchly's Test of Sphericity, és (4) Tests of Within Subjects Effects.
1. A Within-subject factors táblázat azt mutatja meg, hogy milyen faktorok milyen kondíciókkal vettek részt a számítások elvégzése során. Ezzel a táblázattal gyorsan leellenőrizhetjük hogy pontosan annyi faktort és kondíciót kezelt a program mint amennyit valóban szerettünk volna. Mutatja továbbá hogy az egyedi változónevek mely faktor mely kondícióját jelölik, így leellenőrizhetjük hogy jól csináltuk e a változódefiniálást.
2. A Descriptive Statistics táblázatban az átlag és a szórás értékei láthatóak minden egyes változóra külön kiszámítva. Ez a későbbiekben fontos lesz, ha egy szignifikáns tendencia irányát meg szeretnénk állapítani.
3. A kontrollfeltétel-terves vizsgálatokban ugyanazokat a vizsgálati személyeket használjuk minden kondícióban. Ebből az következik hogy a különböző kondíciókból származó adatok valamilyen konzisztenciát, vagy valamilyen irányú együttváltozást fognak mutatni. A Mauchly's Test of Sphericity táblázat pontosan ennek a feltevésnek a hitelességéről ad információt. Amennyiben a teszt eredménye nem szignifikáns (a Sig oszlop értéke nagyobb mint 0.05), úgy az adatok konzisztenciájára vonatkozó feltevés helyes. Ennek a vizsgálatnak a segítségével azt döntjük el, hogy az utolsó táblázatból mely eredményeket fogadjuk el hitelesnek. Ha a konzisztenciára vonatkozó feltevés helytálló, akkor az utolsó táblázat „Sphericity Assumed F value” értékét kell figyelembe venni, ha viszont az adatok nem konzisztensek, úgy a „Greenhouse-Geisser corrected degrees of freedom and significance level” sort kell csak néznünk. Fontos megjegyezni, hogy csak akkor látunk eredményt a Mauchly's Test-nél ha a faktorunk legalább három vagy annál több kondícióval rendelkezik. Jelen esetben a time az egyedüli ilyen faktor, illetve a smoking * time faktorok interakciós csoportja rendelkezik még háromnál több kondícióval, tehát a program csak az ő esetükben tünteti fel a szignifikanciaértékeket. Jelen példában mindkettő esetében nagyobb a szignifikancia mint 0.05, vagyis a Sphericity Assumed F value-t kell nézni a következő táblázatban. Ezzel szemben a smoking fakornál nincs számolt érték, ebben az esetben a Greenhouse-Geisser mutatót fogjuk érvényesnek tekinteni rá.

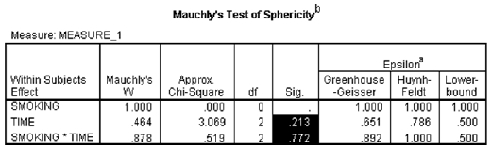

4. A Tests of Within Subjects Effects táblázat F értékeket és szignifikanciaszinteket tartalmaz, melyek mutatják hogy mely faktoroknak van főhatása a vizsgálatban, illetve hogy van-e interakció a faktorok között. A jelenlegi példában nincs szignifikáns főhatása a dohányzásnak (F(1,5)=5.618, p=.064n.s., ή²=.529), mely azt mutatja, hogy nincs eltérés a pénisz kerületében a valóban dohányzó és csak mímelten dohányzó emberek között. Főhatása van ugyanakkor az eltelt időnek (F(2,10)=13.319, p=.002, ή²=.727), mely azt mutatja, hogy valahol van egy lényeges különbség az idő tengelyen, valamikor az erotikus tartalmú film alatt erőteljesebb az erekció. Emellett a kettő faktor interakcióban is van egymással (F(2,10)=9.657,p=.005, ή²=.659). Ahhoz azonban hogy ennek az interakciónak a természetét lássuk, meg kell nézni korábban előállított grafikont is.

Az ábráról jól látszik, hogy a valóban dohányzó kondícióban nagyobb volt a pénisz körmérete az első perces méréskor mint a nem dohányzó kondícióban ugyanebben az időpontban. A második mérési alkalomra azonban a dohányzást mímelők esetében nagyobb lett a pénisz körmérete mint a cigarettázóknál és ez a különbség tovább nőtt a tizedik perces mérése.
A csoportátlagok közötti szignifikáns eltérések vizsgálata nem része a tesztnek, ezért az SPSS 16 menüből nem is érhető el közvetlenül ez a funkció. Ha mégis le szeretnénk futtatni, akkor az SPSS syntax editorát kell használnunk. Ha például a bemutatott vizsgálatban arra vagyunk kíváncsiak hogy van e szignifikáns eltérés dohányzó-mímelő dimenzióban a különböző időintervallumokban külön-külön, akkor a már megismert Analyze → General Linear Model → Repeated Measures ablakban az adatok hozzáadása után az OK helyett a Paste gombra kattintva hozzáadhatunk egy sort, mely a Bonferroni páros összehasonlítást fogja meghívni:
/ EMMEANS = TABLES (var1 * var2) COMPARE (var1) ADJ (BONFERRONI)
Világos hogy a jelen példában a var1 és var2 kifejezéseket ki kell cserélnünk a smoking és time változókra. A COMPARE részbe pedig azt a változót kell beírni amelyik dimenzióban szeretnénk az összehasonlítást végeztetni. A példa alapján mi a dohányzó-mímelő dimenzióra voltunk kíváncsiak így a smoking változó kerül oda. Miután a beírást sikeresen elvégeztük a syntax ablak menüsoráról ki kell választani Run → All opciót mely lefuttatja a tesztet.

## Kontrollfeltétel-terves vizsgálat 3 vagy több faktor esetén
SPSS 16-ban a jelenlegihez hasonlóan a General Linear Model → Repeated Measures ANOVA opciót kell választani, ahol a további faktorneveket a Repeated Measures: Define Factors(s) dialogboxban kell hozzáadni.